# Diploschistes actinostomus
Diploschistes actinostomus är en lavart som först beskrevs av Pers. ex Ach., och fick sitt nu gällande namn av Alexander Zahlbruckner. Diploschistes actinostomus ingår i släktet Diploschistes och familjen Graphidaceae.   Inga underarter finns listade i Catalogue of Life.